# The Electric Joe Satriani: An Anthology
The Electric Joe Satriani: An Anthology è il quattordicesimo album di Joe Satriani, pubblicato nel 2003.
Si tratta di una raccolta rimasterizzata di brani pubblicati negli album precedenti. Contiene due brani (Slick e The Eight Steps) precedentemente pubblicati solo nella edizione giapponese di Strange Beautiful Music.

## Tracce

### Disco uno
1. Surfing with the Alien - 4:25
2. Satch Boogie - 3:14
3. Always with Me, Always with You - 3:23
4. Crushing Day - 5:15
5. Flying in a Blue Dream - 5:24
6. The Mystical Potato Head Groove Thing - 5:11
7. I Believe - 5:52
8. Big Bad Moon - 5:16
9. Friends - 3:30
10. The Extremist - 3:44
11. Summer Song - 4:59
12. Why - 4:46
13. Time Machine - 5:08
14. Cool #9 - 6:01
15. Down, Down, Down - 6:10

### Disco due
1. The Crush of Love - 4:21
2. Ceremony - 4:53
3. Crystal Planet - 4:36
4. Raspberry Jam Delta-v - 5:22
5. Love Thing - 3:51
6. Borg Sex - 5:28
7. Until We Say Goodbye - 4:33
8. Devil's Slide - 5:11
9. Clouds Race Across the Sky - 6:14
10. Starry Night - 3:55
11. Mind Storm - 4:12
12. Slick - 3:43
13. The Eight Steps - 5:46
14. Not of This Earth - 3:59
15. Rubina - 5:51